# Mesothen pyrrhina
Mesothen pyrrhina là một loài bướm đêm thuộc phân họ Arctiinae, họ Erebidae.